# A300 (Russland)
Die A300 ist eine Fernstraße föderaler Bedeutung in Russland. Sie führt von Samara an der M5 in südlicher Richtung zur kasachischen Grenze bei Oral. Die Straße ist Teil der Europastraße 121 von Samara über Atyrau (Kasachstan) und Türkmenbaşy (Turkmenistan) zur iranischen Grenze bei Gorgan. 
Im Fernstraßennetz der Sowjetunion führte sie als M32 in Kasachstan weiter am Aralsee vorbei nach Schymkent, wo sie auf die M39 traf. Die M32 war somit Teil der Hauptstraßenverbindung zwischen Zentralrussland (Moskau) und den zentralasiatischen Sowjetrepubliken.
Die Straße erhielt die Nummer A300 im Jahr 2010.

## Verlauf
0 km – M 5 bei Krasny Jar
34 km – Samara
65 km – Dubowy Umet
87 km – Podjom Michailowka
138 km – Bolschaja Gluschiza
178 km – Bolschaja Tschernigowka

## Weiterer Verlauf als M32 bis 1991
232 km – KASACHSTAN
291 km – Oral
420 km – Jambeytı
641 km – Karagandısay
755 km – Aqtöbe
977 km – Qarabutaq
1175 km – Irgız
1374 km – Aral
1518 km – Nowokasalinsk
1680 km – Schossaly
1850 km – Qysylorda
1976 km – Schijeli
2027 km – Schangaqorghan
2129 km – Türkistan
2199 km – Törtköl
2254 km – Temirlan
2294 km – Schymkent, M 39